# Іноуе Кадзухіко
Кадзухіко Іноуе (яп. 井上和彦) — японський сейю з Йокогами. Відомий за свою роль Хатаке Какаші в японському аніме-серіалі Наруто.
Він народився 26 березня 1954. Дебютував у 1973 році і з тих пір став одним з найвідоміших сейю Японії. Він також займається озвучкою у відеоіграх, drama CD, випускає музичні альбоми, бере участь в дубляжі фільмів і мультфільмів на японській мові: наприклад, принц Ерік в «Русалочці», Гаррі у фільмі «Коли Гаррі зустрів Саллі», Генрі Свінтон в «Штучний розум», Джек Шепард в серіалі «Загублені».